# Ronde van Azerbeidzjan (Iran) 2007
De Ronde van Azerbeidzjan in Iran werd tussen 22 en 29 mei 2007 voor de vierde keer gereden.

## Etappe-overzicht
| etappe | datum  | start        | eindstreep | winnaar                         | land     |
| ------ | ------ | ------------ | ---------- | ------------------------------- | -------- |
| 1e     | 22 mei | Criterium    |            | Farshad Salehian                | Iran     |
| 2e     | 23 mei | Tabriz       | Meshkin    | Hossein Askari                  | Iran     |
| 3e     | 24 mei | Ardabil      | Sarab      | Ahad Kazemi                     | Iran     |
| 4e     | 25 mei | Bostan Abad  | Maragheh   | Ghader Mizbani                  | Iran     |
| 5e     | 26 mei | Bonab        | Bonab      | Fadi Khan Shikhoni              | Syrië    |
| 6e     | 27 mei | Malekan      | Urmia      | Mohammad Rajablou               | Iran     |
| 7e     | 28 mei | Sharafkhaneh | Jolfa      | Moezeddin Seyed Rezaei Khormizi | Iran     |
| 8e     | 29 mei | Jolfa        | Marand     | Ahad Kazemi                     | Iran     |
| 9e     | 29 mei | Marand       | Tabriz     | Anuar Manan                     | Maleisië |

## Algemeen klassement
| rang | renner         | land | tijd        |
| ---- | -------------- | ---- | ----------- |
| 1    | Hossein Askari | Iran | 23u 18' 32" |
| 2    | Ghader Mizbani | Iran | op "        |
| 3    | Rahim Emeni    | Iran | op "        |

1986 · 1987 · 1988 · 1989 · 1990 · 1991 · 1992 · 1993 · 1994 · 1995 · 1996 · 1997 · 1998 · 1999 · 2000 · 2001 · 2002 · 2003 · 2004 · 2005 · 2006 · 2007 · 2008 · 2009 · 2010 · 2011 · 2012 · 2013 · 2014 · 2015 · 2016 · 2017 · 2018 · 2019 · 2020-2021 · 2022 · 2023